# Вайнрих, Карл
Карл Отто Пауль Вайнрих (нем. Karl Otto Paul Weinrich, 2 декабря 1887, Мольмак — 22 июля 1973, Хаузен, Гессен) — партийный деятель НСДАП, гауляйтер, обергруппенфюрер НСКК.

## Биография
Карл Вайнрих родился 2 декабря 1887 года в семье обувного фабриканта. После окончания начальной школы поступил в горное училище в Хетштедте, проходил стажировку в рудных и угольных шахтах. В 1906 году поступил на военную службу чиновником военного управления. Участник Первой мировой войны, был служащим продовольственного снабжения армии. В январе 1920 года был демобилизован. С июля 1920 года работал чиновником в государственном управлении Пфальца, в том же году он присоединился к националистической организации Немецкий народный союз обороны и наступления.
В феврале 1922 года вступил в НСДАП, в сентябре основал и возглавил ортсгруппу в Пфальце. 9 мая 1923 года французским военным судом был приговорён к 4-м месяцам тюрьмы за активную националистическую и антифранцузскию агитацию. Затем с семьёй перебрался в демилитаризованную Рейнскую область. В феврале 1925 года вторично вступил в НСДАП (билет № 24 291), стал руководителем ортсгруппы в Касселе и казначеем гау. С 13 сентября 1928 года гауляйтер Гессен-Нассау-Норд.
С 11 июля 1933 года прусский государственный советник. 12 ноября 1933 года был избран депутатом рейхстага от Гессен-Нассау. В 1934 году гау Гессен-Нассау-Норд было преобразовано в Кургессен и Вайнрих остался на своём посту. С 1942 года был покровителем Научного общества им. Братьев Гримм. 16 ноября 1942 года назначен имперским комиссаром обороны Кургессена. После разрушительной бомбардировки Касселя в ночь с 22 на 23 Октября 1943 года он был снят с поста гауляйтера.

## После войны
В 1945 году был арестован и 4 года находился в заключении. 6 июля 1949 года комиссией по денацификации в Касселе был признан «главным виновником» и приговорён к 10-ти годам трудовых лагерей, Вайнрих подавал апелляции и срок снизили до 7-ми лет трудовых лагерей. В ноябре 1950 года был отпущен, так как время интернирования было засчитано в срок лишения свободы. Умер 22 июля 1973 года в Хаузене.